# Gale Sayers
Pour les articles homonymes, voir Sayers.
College Football Hall of Fame 1977
Pro Football Hall of Fame 1977
(en) Statistiques sur pro-football-reference
Gale Eugene Sayers, né le 30 mai 1943 à Wichita dans le Kansas et mort le 23 septembre 2020 à Wakarusa dans l'Indiana,, est un joueur professionnel américain de football américain. 
Surnommé The Kansas Comet (« La comète du Kansas »), il a joué en National Football League (NFL) aux postes de Half back et de kick returner.

## Biographie
Né à Wichita dans le Kansas, Gale Sayers est élevé à Omaha dans le Nebraska.
Étudiant à l'université du Kansas, il joue au niveau universitaire en NCAA Division I FBS pour les Jayhawks du Kansas.
Sélectionné en 4e choix global lors de la draft 1965 de la NFL par les Chiefs de Kansas City, il joue l'ensemble de sa carrière aux Bears de Chicago (1965-1971) sans avoir joué dans son équipe de draft.
Sélectionné quatre fois au Pro Bowl (1965, 1966, 1967 et 1969) et cinq fois consécutivement en All-Pro (1965, 1966, 1967, 1968 et 1969), il est intronisé en 1977 au College Football Hall of Fame et au Pro Football Hall of Fame. Il est le plus jeune joueur de l'histoire du PFHOF a y avoir été intronisé. 
Son numéro 40 a été retiré par la franchise des Bears de Chicago. 
Il fait également partie de l'équipe NFL de la décennie 1960 et de l'équipe du 75e anniversaire de la NFL. En 1999, le magazine Sporting News le classe 22e de son classement des 100 meilleurs joueurs de football américain. Sayers est également le premier athlète noir à avoir été intronisé au Hall of Fame des sportifs du Nebraska par le Lincoln Journal Star (en) en 1973.
Dans le téléfilm Brian's Song qui raconte son amitié avec Brian Piccolo, son rôle est tenu par Billy Dee Williams. Dans le remake La Ballade de Ryan, il l'est par Mekhi Phifer.